# Jesper Christiansen
Jesper Ringsborg Christiansen (* 24. April 1978 in Roskilde) ist ein dänischer ehemaliger Fußballtorhüter. 

## Vereinskarriere
Christiansen spielte zu Beginn seiner Karriere als Stürmer und wurde dann Torhüter. 1999 unterschrieb er seinen ersten Profivertrag beim dänischen Zweitligisten Odense BK und stieg im selben Jahr mit seiner Mannschaft in die dänische Superliga auf.
Nach Stationen in Schottland bei den Glasgow Rangers sowie in Deutschland beim VfL Wolfsburg kehrte er 2004 in seine dänische Heimat zu Viborg FF zurück. 
Im Jahr 2005 wechselte er zum FC Kopenhagen und wurde dort viermal dänischer Meister und einmal dänischer Pokalsieger. Zudem wurde er 2005, 2006 und 2007 zum dänischen Torwart des Jahres ausgezeichnet.
Anfang Juli 2010 verpflichtete der schwedische Klub IF Elfsborg Christiansen, der einen bis Ende 2013 gültigen Kontrakt unterschrieb. Beim Klub aus Borås sollte er vor Ante Covic und Joakim Wulff als Stammtorhüter fungieren, verletzte sich aber in seinem ersten Spiel und fiel mit einem Daumenbrauch mehrere Wochen aus. Nach seiner Wiedergenesung kurzzeitig Ersatzmann kehrte er im September als Stammspieler zwischen die Pfosten zurück und erreichte mit der Mannschaft am Ende der Spielzeit den Europapokal.
Odense BK, Vendsyssel FF und Akademisk BK waren Christiansens weitere Stationen bis zum Ende der Laufbahn.

## Nationalmannschaft
Christiansen absolvierte fünf Spiele für die dänische U21-Nationalmannschaft. Am 2. Juni 2005 gab er sein Debüt in der A-Nationalmannschaft beim 1:0-Erfolg gegen Finnland. Bereits bei der WM 2002 in Japan und Südkorea war er Teil des dänischen Kaders, kam jedoch zu keinem Einsatz. Dasselbe Schicksal ereilte ihn auch bei der WM 2010, bei beiden Turnieren musste er Thomas Sørensen den Vortritt lassen.

## Titel und Erfolge
als Spieler
- Dänischer Meister 2006, 2007, 2009 und 2010
- Dänischer Pokalsieger 2009
- Meister der 1. Dänischen Division 1999

## Auszeichnungen
- Dänischer Torhüter des Jahres 2005, 2006 und 2007
- Dänisches Team des Jahres 2005, 2006 und 2007